# Odienné (underprefektur)
Odienné är en underprefektur i Elfenbenskusten. Den ligger i departementet med samma namn, i den nordvästra delen av landet, 400 km nordväst om huvudstaden Yamoussoukro.